# Mimas (gigante)
Mimas (em grego clássico: Μίμας; romaniz.: Mímas), na mitologia grega, era um dos gigantes, filhos de Gaia, nascido do sangue despejado com a castração de Urano. Segundo o prefácio das Fábulas de Higino, os gigantes eram filhos de Tártaro.

## Mitologia
De acordo com o mitógrafo Pseudo-Apolodoro, Mimas foi morto durante a Gigantomaquia, a batalha cósmica dos gigantes com os Doze Olimpianos, por Hefesto com "mísseis de metal em brasa" de sua forja. Em Íon de Eurípides (c. 410 a.C.), o coro, descrevendo as maravilhas do Templo de Apolo em Delfos do final do século VI a.C., conta que viu retratada ali a Gigantomaquia mostrando, entre outras coisas, Zeus queimando Mimas "até as cinzas" com seu raio.  Na Argonáutica de Apolônio de Rodes e na Gigantomaquia de Claudiano, Mimas foi morto por Ares (ou no caso de Claudiano, pelo homólogo romano de Ares, Marte). Mimas também é mencionado na companhia de outros gigantes, pelos escritores latinos Horácio e Sêneca.
Um fragmento de um dino ático de figura negra de Lido (Acrópole de Atenas 607; Arquivo Beazley 310147; LIMC 9257 (Gigantes 105)) datado do segundo quartel do século VI a.C., que representava a Gigantomaquia, mostra Afrodite com escudo e lança lutando contra um gigante também com escudo (exibindo uma grande abelha) e lança, cujo nome está inscrito (retrógrado) como "Mimos", possivelmente um erro de "Mimas". Diz-se que foi enterrado em Prócida, uma das ilhas Flégreas, na costa de Nápoles. Claudiano menciona Mimas como um dos vários gigantes vencidos cujas armas, como despojos de guerra, estavam penduradas em árvores numa floresta perto do cume do Monte Etna. Mimas é possivelmente o gigante chamado Mimom na Gigantomaquia retratado no friso norte do Tesouro Sífnio em Delfos (c. 525 a.C.) e uma taça de Vulcos (Berlim F2531; Arquivo Beazley 220533) do final do século V a.C. mostrando-o em luta contra Ares.